# اس‌ام یوبی-۷۱
اس‌ام یوبی-۷۱ (به انگلیسی: SM UB-71) یک زیردریایی است که طول آن ۵۵٫۸۳ متر (۱۸۳٫۲ فوت) می‌باشد. این زیردریایی در سال ۱۹۱۷ ساخته شد.